# Cesar Kanmu
Cesar Kanmu (桓武天皇 Kanmu-tenno, 737–806) je bil 50. japonski cesar v skladu s tradicionalnim dednim nasledstvom. Kanmu je vladal med leti 781 in 806.

## Tradicionalna zgodba
Kanmujevo osebno ime (imina) je bilo Jamabe (山部). Bil je najstarejši sin princa Širakabeja (kasneje znanega kot cesar Konin); rodil se je pred očetovim vzponom na prestol. Glede na zapise iz Šoku Nihongija (続日本紀) je bila njegova mati potomka korejskega kralja Murjeonga v deseti generaciji.
Po očetovi smrti je postal kronski princ njegov polbrat, princ Osabe. Njegova mama je bila princesa Inoe, hčerka cesarja Šomuja, a je na koncu Kanmu zasedel prestol. Ko sta Inoe in Osabe leta 775 umrla v izgnanstvu (zaradi domnevnega preklinjanja cesarja), se je Kanmu poročil z Osabejevo sestro, svojo polsestro princeso Sakahito. Leta 781 je po zasedbi prestola imenoval svojega mlajšega brata princa Savara za kronskega princa. Hikami no Kavacugu, pravnuk cesarja Tenmuja je skušal leta 782 izvesti državni udar, ki ni uspel. Z mamo sta bila poslana v izgnanstvo. Leta 785 je bil Savara izgnan in je izgnanstvu tudi umrl.
Kanmu je imel 16 cesaric in družic ter 32 cesarskih otrok. Med njimi so trije sinovi postali cesarji Heizei, Saga in Džunna. Nekateri potomci (imenovani Kanmu Taira ali Kanmu Heiši) so si nadeli dedni naziv klana Taira (v prihodnih generacijah so postali pomembni bojevniki, kot sta Taira no Masakado, Taira no Kijomori) in klana Hodžo. Pesnik poezije vaka Arivara no Narihira je bil njegov vnuk.
Tradicionalno ga častijo v spominskem šintoističnem svetišču (misasagi) Kašivabara no Misasagi (柏原陵) v okrožju Fušimi-ku v Kjotu, kjer je njegov mavzolej.

### Dogodki v obdobju Kanmujevega življenja
Kanmu je bil aktiven cesar, ki je poskušal utrditi vladno hierarhijo in funkcije. Sakanoue no Tamuramara (758-811) je imenoval za vodjo odprav proti etnični skupini Emiši na vzhodu.
- 737: Kanmujevo rojstvo
- 773:pripade mu naziv prestolonaslednika[11]
- 30. april 781(Ten'o, 1. leto, 3. dan 4. meseca): v 11. letu vladavine cesar Konin abdicira, nasledstvo pripade sinu - cesarju Kanmuju.[12][13] Kmalu zatem sede na prestol.[14] Med njegovo vladavino prestavijo prestolnico iz Nare (Hejdžo-kjo) v Nagaoka-kjo leta 784.[15] Leta 794 jo ponovno prestavijo.[16]
- 28. julij 782 (Enrjo, 1. leto, 14. dan 6. meseca): sadajdžin Fudživara no Uona je vpleten v incident, ki vodi v njegovo odstavitev in izgon na Kjušu. Zaradi bolezni so mu kasneje dovolili vrnitev v Kjoto, kjer je umrl; odlok o izgonu so posmrtno sežgali in ga vrnili v pisarno. Približno ob istem času so imenovali Fudživara no Tamara na položaj Udajdžina. Teh nekaj dni sta cesar in dajnagon vodila njune posle.[17]
- 783 (Enrjaku, 2. leto, 3. mesec): udajdžin Tamaro umre v starosti 62 let.
- 783 (Enrjaku, 2. leto, 7. mesec): Fudživara no Korekimi postane novi udajdžin in zamenja Tamara.
- 793 (Enrjaku, 12. leto): pod vodstvom Dengjoja začnejo gradnjo templja Enrjaku.[16]
- 794: prestolnico prestavijo v Heian-kjo, kjer poimenujejo palačo Heian no mija (平安宮 »palača miru/spokojnosti«).
- 17. november 794 (Enrjaku, 13. leto, 21. dan 10. meseca): cesar potuje s kočijo in velikim spremstvom iz Nare v novo prestolnico Heian-kjo. To označuje začetek obdobja Heian.
- 806: Kanmu umre v starosti 70 let.[18] Vladal je 25 let.

### Obdobjanengov času vladavine Kanmuja
Leta vladavine cesarja Šomuja sovpadajo z več imeni dob (nengo).
- Obdobje Ten'o (781-82)
- Obdobje Enrjaku (782-806)

## Politika
Zgodnejše cesarsko pokroviteljstvo budizma (začenši s princem Šotokujem (574–622)) je privedlo do splošne politizacije duhovščine in povečanega spletkarjenja ter korupcije. Leta 784 je cesar premaknil prestolnico v Nagaoka-kjo, s čimer je želel zmanjšati politično moč budističnih ustanov v Nari. Že od leta 771 (v času študij duhovnika Kukaija) so se vrstili cesarski odredi, ki so omejevali število svečenikov in gradnjo templjev. Tej potezi je sledilo več naravnih katastrof, med drugim poplava polovice mesta. Leta 785 so umorili glavnega arhitekta nove prestolnice, Fudživara no Tanecuguja.
Istočasno so bile Kanmujeve vojske potisnjene na rob cesarstva, kar je vodilo do upora in leta 789 do večjega poraza cesarskih enot. Istega leta je prišlo tudi do suše in lakote; ulice prestolnice so bile polne bolnih, ljudje pa so se skrivali pred vpoklicem v vojsko in prisilno delo. Mnogi so se z istim razlogom preoblačili v budistične menihe. Leta 794 je cesar nenadoma ponovno prestavil prestolnico, tokrat v Heian-kjo, današnji Kjoto. Nova prestolnica je začela z delom že zgodaj prejšnje leto, a je bila sprememba vseeno nenadna in je zato še dodatno zmedla ljudi.
Kanmu je politično podprl svojo vladavino s spremembo učnega načrta na univerzi. Konfucijanska ideologija je bila še vedno razlog obstoja cesarske vlade. Leta 784 je odredil učenje novega predmeta po Analih pomladi in jeseni, ki so nastali po dveh delih Kung-jang in Ku-liang. Ti komentarji so uporabljali politično retoriko za promocijo države, kjer je cesar »sin nebes« in naj bi skušal širiti vpliv na barbarske dežele, s čimer zadovolji ljudi. Leta 798 sta postala obvezno branje na vladni univerzi.
Kanmu je sponzoriral potovanji menihov Kukaija in Sajča na Kitajsko, od koder sta se vrnila in ustanovila veji budizma Šingon in Tendai.

## Kugjo
Kugjo (公卿) je skupni izraz za peščico najbolj močnih moških, delujočih na dvoru japonskega cesarja v času pred obdobjem Meidži.
Večino časa so to elitno skupino sestavljali samo trije ali štirje možje naenkrat. Njihovo družinsko ozadje in izkušnje so jih pripeljale do vrha družbe. V času vladavine cesarja Kanmuja so vrh organa Daidžo-kan sestavljaliː
- Sadaidžin, Fudživara no Uona (藤原魚名), 781-782.[15], Fudživara no Tamaro (藤原田麿), 783.
- udaidžin, Onakatomi no Kijomaro (大中臣清麿), 771-781; Fudživara no Tamaro (藤原田麿), 782-783.[15]; Fudživara no Korekimi (藤原是公), 783-789.[15], Fudživara no Cuginava (藤原継縄),790-796.[15], Miva Okimi ali Miva o (神王), 798-806, Fudživara no Učimaro (藤原内麻呂) (756-812), 806-812.[15]
- Dainagon

Ko je hči čunagona postal priljubljena družica prestolonaslednika Ateja (kasneje znanega kot Heizei-tenno), je to vplivalo na moč in položaj njenega očeta na dvoru. Kanmu ni odobraval Fudživara no Kusuke (藤原薬子, umrla 810), hčerke Fudživara no Tadanušija, zato jo je odstavil iz sinove družine.
- čunagon, Fudživara no Tadanuši

## Družice in otroci
Cesarjeva družina je vključevala 36 otrok.
Njegova cesarica je bila Fudživara no Otomuro (藤原乙牟漏) (760-790), hči Fudživara no Jošicuguja (藤原良継)
- Cesarski princ Ate (安殿親王) (Ccsar Heizei) (774-824)
- Cesarski princ Kamino (賀美能親王/神野親王) (cesar Saga) (786-842)
- Cesarska princesa Koši (高志内親王) (789-809), poročena s princem Otomom (poznejši cesar Džunna)

Hi: princesa Sakahito (酒人内親王) (754-829), hčerka cesarja Konina
- Cesarska princesa Asahara (朝原内親王) (779-817), 12. Saio v velikem svetišču Ise (782–pred 796), poročena s Heizeijem

Bunin: Fudživara no Tabiko (藤原旅子) (759-788), hči Fudživara no Momokava
- Cesarski princ Otomo (大伴親王) (cesar Džunna) (786-840)

Bunin: Fudživara no Jošiko (藤原吉子) (?-807), hči Fudživara no Korekimija
- Cesarski princ Ijo (伊予親王) (?-807)

Bunin: Tadžihi no Mamune (多治比真宗) (769-823), hči Tadžihi no Nagana (多治比長野)
- Cesarski princ Kazurahara (葛原親王) (786-853)
- Cesarska princesa Inaba (因幡内親王) (?-824)
- Cesarska princesa Anou (安濃内親王) (?-841)
- Cesarski princ Sami (佐味親王) (793-825)
- Cesarski princ Kaja (賀陽親王) (794-871)
- Cesarski princ Ono (大野親王/大徳親王) (798-803)

Bunin: Fudživara no Oguso (藤原小屎), hči Fudživara no Vašitorija 
- Cesarski princ Manta (万多親王) (788-830)

Njogo: Tačibana no Miko (橘御井子), hči Tačibana no Irija (橘入居)
- Cesarska princesa Sugavara (菅原内親王) (?-825)
- Cesarska princesa Kara (賀楽内親王) (?-874)

Njogo: Fudživara no Nakako (藤原仲子), hči Fudživara no Iejorija (藤原家依)
Njogo: Fudživara no Šoši (藤原正子), hči Fudživara no Kijonarija (藤原清成)
Njogo: Ki no Otoi'o (紀乙魚) (?-840)
Njogo: Kudara no Kjoho (百済教法) (?-840), hči Kudara no Šuntecuja (百済俊哲)
Dvorna gospa: Fudživara no Kamiko (藤原上子), hči Fudživara no Oguromara (藤原小黒麻呂)
- Cesarska princesa Šigeno (滋野内親王) (?-857)

Dvorna gospa: Tačibana no Cuneko (橘常子) (788-817), hči Tačibana no Šimadamara (橘島田麻呂)
- Cesarska princesa Ojake (大宅内親王) (?-849), poročena s cesarjem Heizeijem

Dvorna gospa: Sakanoue no Matako (坂上全子) (?-790), hči Sakanoue no Karitamara (坂上刈田麻呂)
- Cesarska princesa Takacu (高津内親王) (?-841), poročena s cesarjem Sagom

Dvorna gospa: Ki no Vakako (紀若子), hči Ki no Funamori (紀船守)
- Cesarski princ Asuka (明日香親王) (?-834)

Dvorna gospa: Fudživara no Kavako (藤原河子) (?-838), hči Fudživara no Ocugu (藤原大継)
- Cesarski princ Nakano (仲野親王) (792-867)
- Cesarska princesa Ate (安勅内親王) (?-855)
- Cesarska princesa Oj (大井内親王) (?-865)
- Cesarska princesa Ki (紀内親王) (799-886)
- Cesarska princesa Jošihara (善原内親王) (?-863)

Dvorna gospa: Kudara no Kjonin (百済教仁), hči Kudara no Bukjoja (百済武鏡)
- Cesarski princ Ota (大田親王) (793-808)

Dvorna gospa: Fudživara no Azumako (藤原東子) (?-816), hči Fudživara no Tanecuguja (藤原種継)
- Cesarska princesa Kannabi (甘南備内親王) (800-817)

Dvorna gospa: Sakanoue no Haruko (坂上春子) (?-834), hči Sakanoue no Tamuramara (坂上田村麻呂)
- Cesarski princ Fudžii (葛井親王) (800-850)
- Princesa Kasuga (春日内親王) (?-833)

Dvorna gospa: Fudživara no Hejši/Nanši (藤原平子/南子) (?-833), hči Fudživara no Takatošija (藤原乙叡)
- Cesarska princesa Ito (伊都内親王) (ca. 801-861), poročena s princem Abom

Dvorna gospa: Tačubana no Tamurako (橘田村子), hči Tačibana no Iriija (橘入居)
- Cesarska princesa Ikenoe (池上内親王) (?-868)

Dvorna gospa: Kudara no Jokjo (百済貞香), hči Kudara no Kjotokuja (百済教徳)
- Cesarska princesa Suruga (駿河内親王) (801-820)

Dvorna gospa: Nakatomi no Tojoko (中臣豊子), hči Nakatomi no Oja (中臣大魚)
- Cesarska princesa Fuse (布勢内親王) (?-812), 13. Sajo v velikem svetišči Ise, 797-806

Dvorna gospa: Kavakami no Manu (河上真奴), hči Nišikibe no Haruhito (錦部春人)
- Cesarski princ Sakamoto (坂本親王) (793-818)

Dvorna gospa (Njoju): Tadžihi no Tojocugu (多治比豊継), hči Tadžihi no Hironarija (多治比広成)
- Nagaoka no Okanari (長岡岡成) (?-848), odstranjena iz cesarske družine, saj prejme družinsko ime od cesarja (Šisej Koka, 賜姓降下) v 787

Dvorna gospa: Kudara no Jokej (百済永継), hči Asukabe no Natomara (飛鳥部奈止麻呂)
- Jošimine no Jasujo (良岑安世) (785-830), odstranjena iz cesarske družine, saj prejme družinsko ime od cesarja (Šisej Koka, 賜姓降下) v 802

## Zapuščina
Leta 2001 je cesar Akihito dejal novinarjem, da čuti nekakšno povezanost s Korejo, saj japonske kronike beležijo, da je bila Kanmujeva mati iz krvne linije kralja Murjonga iz kraljestva Baekje, kar je bilo prvo priznanje korejske krvi v japonski cesarski liniji. Glede na Šoki Nihongi je bila cesarjeva mati, Takano no Nigasa potomka princa Junda, sina Muryeonga, ki je leta 513 umrl na Japonskem (Nihon Šoki, 17. poglavje).